# Wilfried Yessoh
N'Guessan Wilfried Kisito Yessoh (sinh ngày 12 tháng 3 năm 1992) là một cầu thủ bóng đá người Bờ Biển Ngà hiện tại thi đấu cho câu lạc bộ Indonesia PSMS Medan ở Liga 1 ở vị trí tiền đạo.